# 第79回アカデミー賞に関する一覧
第79回アカデミー賞に関する一覧は、第79回アカデミー賞において各部門の資格がある作品を記した一覧である。
太字は実際に候補になった作品を表す。また、それぞれの作品の並び順はアメリカ合衆国で商業公開されたときに付けられた英題によるアルファベット順である（歌曲賞は曲名順、外国語映画賞は国名順）。
日本語化されていないタイトル（邦題も英語表記である作品は除く）は日本での公開が未定の作品である。

## 通常の部門で候補資格がある作品
全307作品 参照
- ABOMINABLE
- ACCEPTED
- AKEELAH AND THE BEE
- ALEX RIDER: OPERATION STORMBREAKER
- オール・ザ・キングス・メン
- アメリカン・ドリームズ
- AMERICAN HARDCORE
- アナポリス/青春の誓い
- アントブリー
- アポカリプト
- APRIL'S SHOWER
- 愛しのアクアマリン
- アート・スクール・コンフィデンシャル
- アーサーとミニモイの不思議な国
- アスク・ザ・ダスト （原題）
- ATL
- AURORA BOREALIS
- バベル
- BACKSTAGE
- バーンヤード/モーモー牧場は大騒ぎ!?
- 氷の微笑2
- THE BEAUTY ACADEMY OF KABUL
- ビール・フェスタ 〜世界対抗・一気飲み選手権
- がんばれ!ベンチウォーマーズ
- BEYOND HONOR
- ビッグママ・ハウス2
- BLACK CHRISTMAS
- ブラック・ダリア
- ブラッド・ダイヤモンド
- マキシモは花ざかり
- ボビー
- ボラット 栄光ナル国家カザフスタンのためのアメリカ文化学習
- こわれゆく世界の中で
- ハニーvs.ダーリン 2年目の駆け引き
- ブリック
- BROKEN BRIDGES
- BROKEN SKY
- ブラザーズ・オブ・ザ・ヘッド
- BUDDHA WILD: MONK IN A HUT
- CSA: THE CONFEDERATE STATES OF AMERICA
- カーズ
- 007 カジノ・ロワイヤル
- 輝く夜明けに向かって
- シャーロットのおくりもの
- トゥモロー・ワールド
- CLERKS II
- もしも昨日が選べたら
- COME EARLY MORNING
- コンフェッティ/仰天!結婚コンテスト
- カンバセーションズ
- 敬愛なるベートーヴェン
- THE COVENANT
- アドレナリン
- CROSSOVER
- おさるのジョージ
- CURSE OF THE GOLDEN FLOWER
- ダ・ヴィンチ・コード
- 最'愛'絶叫計画
- ブロック・パーティー
- DAYS OF GLORY
- THE DEAD GIRL
- DECK THE HALLS
- デジャヴ
- DELIVER US FROM EVIL
- ディパーテッド
- ディセント
- プラダを着た悪魔
- ドッグ ラバーズ シンフォニー
- アメリカ、家族のいる風景
- DOOGAL
- ダウン・イン・ザ・バレー
- ドリームガールズ
- DRIVING LESSONS
- ダック・シーズン
- 南極物語
- EL CORTEZ
- EMPLOYEE OF THE MONTH
- エラゴン 遺志を継ぐ者
- EVERYONE'S HERO
- FACTORY GIRL
- FACTOTUM
- 恋するレシピ 〜理想のオトコの作り方〜
- ワイルドスピードX3 TOKYO DRIFT
- FAST FOOD NATION
- FAST TRACK
- ファイナル・デッドコースター
- FIND ME GUILTY
- ファイヤーウォール
- 父親たちの星条旗
- FLANNEL PAJAMAS
- FLICKA
- マウスタウン ロディとリタの大冒険
- FLYBOYS
- FOR YOUR CONSIDERATION
- ファウンテン 永遠につづく愛
- フリーダムランド
- セックス・アンド・マネー
- 毛皮のエロス ダイアン・アーバス 幻想のポートレート
- ガーフィールド2
- グローリー・ロード
- GOAL!
- GOD GREW TIRED OF US
- さらば、ベルリン
- グッド・シェパード （原題）
- 理想の女
- プロヴァンスからの贈りもの
- GRANDMA'S BOY
- GRIDIRON GANG
- THE GROUND TRUTH
- THE JUON/呪怨2
- 守護神
- A GUIDE TO RECOGNIZING YOUR SAINTS
- HALF NELSON
- ハッピー フィート
- ハードキャンディ
- HARSH TIMES
- HEADING SOUTH
- THE HEART OF THE GAME
- THE HILLS HAVE EYES
- THE HISTORY BOYS
- ホリデイ
- HOLLYWOOD FAMILIA
- ハリウッドランド
- HOME OF THE BRAVE
- HOOT
- ホステル
- 砂の家
- HOW TO EAT FRIED WORMS
- アイス・エイジ2
- IDIOCRACY
- アイドルワイルド
- THE ILLUSIONIST
- 四角い恋愛関係
- 不都合な真実
- INFAMOUS
- インランド・エンパイア
- インサイド・マン
- インヴィンシブル 栄光へのタッチ・ダウン
- IRAQ IN FRAGMENTS
- jackass number two
- SPIRIT
- モテる男の殺し方
- ラッキー・ガール
- KEEPING UP WITH THE STEINS
- キング 罪の王
- キンキーブーツ
- LA MUJER DE MI HERMANO
- レディ・イン・ザ・ウォーター
- LAGE RAHO MUNNA BHAI
- イルマーレ
- LARRY THE CABLE GUY: HEALTH INSPECTOR
- ラスト・ホリデイ
- ラストキング・オブ・スコットランド
- THE LAST KISS
- レミング
- ある子供
- LEONARD COHEN I'M YOUR MAN
- プリズン・フリーク
- 硫黄島からの手紙
- アリバイ （仮題）
- THE LISTENING
- リトル・チルドレン
- 最凶赤ちゃん計画
- リトル・ミス・サンシャイン
- 善き人のためのソナタ
- OOK BOTH WAYS
- LOOKING FOR COMEDY IN THE MUSLIM WORLD
- THE LOST CITY
- ラッキーナンバー7
- ADEA'S FAMILY REUNION
- マン・オブ・ザ・イヤー （原題）
- MAN PUSH CART
- MAPLE PALM
- マリー・アントワネット
- ネバー・サレンダー/肉弾凶器
- MARRIAGE, IRANIAN STYLE
- MATERIAL GIRLS
- 明日の記憶
- MEMORYMAN
- マイアミ・バイス
- MIRIAM
- ミス・ポター
- M:i:III
- モンスター・ハウス
- THE MOSTLY UNFABULOUS SOCIAL LIFE OF ETHAN GREEN
- MUSIC IS MY LIFE, POLITICS MY MISTRESS: THE STORY OF OSCAR BROWN JR.
- Gガール‐破壊的な彼女‐
- ナチョ・リブレ 覆面の神様
- ナニー・マクフィーの魔法のステッキ
- NATIONAL LAMPOON'S VAN WILDER 2: THE RISE OF TAJ
- マリア
- NEIL YOUNG HEART OF GOLD
- NEO NED
- ナイト ミュージアム
- THE NIGHT LISTENER
- NIGHT OF THE LIVING DEAD 3D
- あるスキャンダルの覚え書き
- ベティ・ペイジ
- OFF THE BLACK
- OLD JOY
- オーメン666
- ON A CLEAR DAY
- ONCE IN A LIFETIME: THE EXTRAORDINARY STORY OF THE NEW YORK COSMOS
- ONE LAST THING...
- ONE NIGHT WITH THE KING
- OPAL DREAM
- オープン・シーズン
- 森のリトルギャング
- THE PAINTED VEIL
- パンズ・ラビリンス
- パプリカ
- PEACEFUL WARRIOR
- パフューム ある人殺しの物語
- ファット・ガール/愛はサイズを超える
- ピンクパンサー
- パイレーツ・オブ・カリビアン/デッドマンズ・チェスト
- ポセイドン
- POSTERBOY
- 今宵、フィッツジェラルド劇場で
- プレステージ
- プロポジション -血の誓約-
- THE PROTECTOR
- THE PUFFY CHAIR
- PULSE
- 幸せのちから
- クィーン
- QUEENS
- THE QUIET
- 15歳の誕生日
- RV
- RANG DE BASANTI
- RAPE OF THE SOUL
- ルネッサンス
- THE RETURN
- RIDING ALONE FOR THOUSANDS OF MILES
- ロッキー・ザ・ファイナル
- RUNNING SCARED
- RUNNING WITH SCISSORS
- ウォルト・ディズニーのサンタクローズ3/クリスマス大決戦!
- SAVING SHILOH
- ソウ3
- スキャナー・ダークリー
- 最終絶叫計画4
- SCHOOL FOR SCOUNDRELS
- 恋愛睡眠のすすめ
- タロットカード殺人事件
- あなたになら言える秘密のこと
- シー・ノー・イーヴル/肉鉤のいけにえ
- ザ・センチネル 陰謀の星条旗
- シャギー・ドッグ
- SHERRYBABY
- アメリカン・ピーチパイ
- SHOCK TO THE SYSTEM: A DONALD STRACHEY MYSTERY
- ショートバス
- ディクシー・チックス/シャラップ・アンド・シング!
- サイレントヒル
- 16ブロック
- スケッチ・オブ・フランク・ゲーリー
- スリザー （原題）
- スネーク・フライト
- SOMETHING NEW
- DEATH GAME デスゲーム
- ステップ・アップ
- スティック・イット!
- 主人公は僕だった
- スーパーマン リターンズ
- SWEET LAND
- テイク・ザ・リード
- タラデガ・ナイト オーバルの狼
- 10 ITEMS OR LESS
- TENACIOUS D IN THE PICK OF DESTINY
- テキサス・チェーンソー ビギニング
- サンキュー・スモーキング
- ルーシー・リューの「3本の針」
- 人生は、奇跡の詩
- ぼくを葬る
- トリスタンとイゾルデ
- TRISTRAM SHANDY: A COCK AND BULL STORY
- TRUST THE MAN
- TURISTAS
- TWO DRIFTERS
- TWO WEEKS
- タイフーン/TYPHOON
- PEACE BED アメリカVSジョン・レノン
- ウルトラヴァイオレット
- UNACCOMPANIED MINORS
- アンダーワールド:エボリューション
- ユナイテッド93
- Vフォー・ヴェンデッタ
- ヴィーナス
- ボルベール<帰郷>
- WAIST DEEP
- WALTZING ANNA
- WARIS SHAH
- ワサップ!
- WATER
- WE ARE MARSHALL
- ストレンジャー・コール
- WHO KILLED THE ELECTRIC CAR? （誰が電気自動車を殺したか?）
- ウィッカーマン
- ライアンを探せ!
- WORDPLAY
- ワールド・トレード・センター
- X-MEN:ファイナル ディシジョン
- A YEAR WITHOUT LOVE
- トラブル・マリッジ 彼と私とデュプリー
- ZOOM

（より作成）

## メイクアップ賞の候補資格がある作品
全7作品 参照
- アポカリプト
- もしも昨日が選べたら
- パンズ・ラビリンス
- パイレーツ・オブ・カリビアン/デッドマンズ・チェスト
- プレステージ
- ウォルト・ディズニーのサンタクローズ3/クリスマス大決戦!
- X-MEN:ファイナル ディシジョン

## 歌曲賞の候補資格がある楽曲
全56楽曲 参照
- "Believe It" - The Heart of the Game
- "The Best" - Everyone's Hero
- "The Book I Write" - 主人公は僕だった
- "Broken Bridges" - Broken Bridges
- "Chan Chan" - Water
- "Circle in the Sand" - セックス・アンド・マネー
- "Coming Back to You" - デジャヴ
- "Definition of Love" - Akeelah and the Bee
- "Dreamz with a Z" - アメリカン・ドリームズ
- "Encarnacion" - ナチョ・リブレ 覆面の神様
- "Every Word" - Wordplay
- "Family of Me" - 森のリトル・ギャング
- "A Father's Way" - 幸せのちから
- "白虎野の娘" - パプリカ
- "Heist" - 森のリトル・ギャング
- "Hillbilly Holla" - バーンヤード/モーモー牧場は大騒ぎ!?
- "Hollywood Familia" - Hollywood Familia
- "I Belong" - オープン・シーズン
- "I Need to Wake Up" - 不都合な真実
- "In Rosa Vernat Lilium" - マリア
- "It's a Fight" - ロッキー・ザ・ファイナル
- "Ju Hua Tai" - Curse of the Golden Flower
- "Keep Holding On" - エラゴン 遺志を継ぐ者
- "Khalbali" - Rang de Basanti
- "Kingdom of Love" - One Night with the King
- "Listen" - ドリームガールズ
- "A Lonely Man from" - アメリカ、家族のいる風景
- "Love You I Do" - ドリームガールズ
- "Luka Chuppi" - Rang de Basanti
- "The Motion" - 3 Needles
- "My Little Girl" - Flicka
- "Never Gonna Break My Faith" - ボビー
- "Never Let Go" - 守護神
- "O Kazakhstan" - ボーラット （原題）
- "Open Your Heart" - Saving Shiloh
- "Ordinary Miracle" - シャーロットのおくりもの
- "Our Town" - カーズ
- "Patience" - ドリームガールズ
- "Philosophy" - ステップ・アップ
- "PJ & Rooster" - アイドルワイルド
- "Quest for Love" - アーサーとミニモイの不思議な国
- "Real Gone" - カーズ
- "Really Nice Day" - ライアンを探せ!
- "Shine on 'Em" - ブラッド・ダイヤモンド
- "The Song of the Heart" - ハッピー フィート
- "Star Mile" - The Last Kiss
- "Still" - 森のリトル・ギャング
- "Suenos" - Hollywood Familia
- "Sweet Music" - グローリー・ロード
- "Til the End of Time" - リトル・ミス・サンシャイン
- "Tonight" - ナイト ミュージアム
- "Try Not to Remember" - Home of the Brave
- "Upside Down" - おさるのジョージ
- "When You Taught Me How to Dance" - ミス・ポター
- "Won't Let You Fall" - ポセイドン
- "You Know My Name" - 007 カジノ・ロワイヤル

## 視角効果賞の候補資格がある作品
全7作品 参照
- 007 カジノ・ロワイヤル
- エラゴン 遺志を継ぐ者
- ナイト ミュージアム
- パイレーツ・オブ・カリビアン/デッドマンズ・チェスト
- ポセイドン
- スーパーマン リターンズ
- X-MEN:ファイナル ディシジョン

## 外国語映画賞の候補資格がある作品
全61ヶ国61作品 参照
| 国                       | 代表作                        | 監督                                         |
| ------------------------ | ----------------------------- | -------------------------------------------- |
| アルジェリア             | Days of Glory                 | ラシッド・ブシャール                         |
| アルゼンチン             | Family Law                    | ダニエル・ブルマン                           |
| オーストラリア           | 十艘のカヌー                  | ロルフ・デ・ヘール                           |
| オーストリア             | You Bet Your Life             | アントニン・スヴォボダ                       |
| バングラデシュ           | Forever Flows                 | Abu Sayeed                                   |
| ベルギー                 | Someone Else's Happiness      | Fien Troch                                   |
| ボリビア                 | American Visa                 | Juan Carlos Valdivia                         |
| ボスニア・ヘルツェゴビナ | サラエボの花                  | ヤスミラ・ジュバニッチ                       |
| ブラジル                 | Cinema, Aspirins and Vultures | Marcelo Gomes                                |
| ブルガリア               | Monkeys in Winter             | Milena Andonova                              |
| カナダ                   | Water                         | ディーパ・メータ                             |
| チリ                     | En la Cama                    | Matiaz Bize                                  |
| 中国                     | Curse of the Golden Flower    | チャン・イーモウ                             |
| コロンビア               | A Ton of Luck                 | Rodrigo Triana                               |
| クロアチア               | Libertas                      | ヴェリコ・ブライーチ                         |
| キューバ                 | El Benny                      | Jorge Luis Sanchez                           |
| チェコ共和国             | ルナシー                      | ヤン・シュヴァンクマイエル                   |
| デンマーク               | アフター・ウェディング        | スサンネ・ビア                               |
| エジプト                 | The Yacoubian Building        | Marwan Hamed                                 |
| フランス                 | オーケストラ・シート          | ダニエル・トンプソン                         |
| ドイツ                   | 善き人のためのソナタ          | フロリアン・ヘンケル・フォン・ドナースマルク |
| ギリシャ                 | Chariton's Choir              | Grigoris Karantinakis                        |
| 香港                     | 女帝 [エンペラー]             | フォン・シャオガン                           |
| ハンガリー               | White Palms                   | Szabolcs Hajdu                               |
| アイスランド             | Children                      | Ragnar Bragason                              |
| インド                   | Rang De Basanti               | Rakeysh Omprakash Mehra                      |
| インドネシア             | 分かち合う愛                  | ニア・ディナータ                             |
| イラン                   | Transit Cafe                  | Reza Mir Karimi                              |
| イラク                   | Kambozia Partovi              | Mohamed Al-Daradji                           |
| イスラエル               | 甘い泥                        | ドュロー・シャウル                           |
| イタリア                 | 新世界                        | エマヌエーレ・クリアレーゼ                   |
| 日本                     | フラガール                    | 李相日                                       |
| カザフスタン             | Nomad                         | Sergei Bodrov, Talgat Temenov, Ivan Passer   |
| 韓国                     | 王の男                        | イ・ジュニク                                 |
| キルギスタン             | The Wedding Chest             | Nurbek Egen                                  |
| レバノン                 | Bosta                         | Philippe Aractingi                           |
| リトアニア               | Before Flying Back to Earth   | Arunas Matelis                               |
| マケドニア共和国         | Kontakt                       | Sergei Stanojkovski                          |
| メキシコ                 | パンズ・ラビリンス            | ギレルモ・デル・トロ                         |
| モロッコ                 | The Moroccan Symphony         | Kamal Kamal                                  |
| ネパール                 | Basain                        | Subash Prasad Gajurel                        |
| オランダ                 | ブラックブック                | ポール・バーホーベン                         |
| ノルウェー               | Reprise                       | Joachim Trier                                |
| ペルー                   | Madeinusa                     | Claudia Llosa                                |
| フィリピン               | マキシモは花ざかり            | アウレウス・ソリト                           |
| ポーランド               | Retrieval                     | Slawomir Fabicki                             |
| ポルトガル               | Alice                         | Marco Martins                                |
| プエルトリコ             | Thieves and Liars             | Ricardo Mendez Matta                         |
| ルーマニア               | 世界の終わりの過ごし方        | カタリン・ミツレスク                         |
| ロシア                   | 9th Company                   | Fyodor Bondarchuk                            |
| セルビア                 | Tomorrow Morning              | Oleg Novkovic                                |
| スロベニア               | Gravehopping                  | Jan Cvitkovic                                |
| スペイン                 | ボルベール〈帰郷〉            | ペドロ・アルモドバル                         |
| スウェーデン             | Falkenberg Farewe             | Jesper Ganslandt                             |
| スイス                   | 僕のピアノコンチェルト        | フレディ・M・ムーラー                        |
| 台湾                     | 深海 Blue Cha-Cha             | チェン・ウェンタン                           |
| タイ                     | Ahimsa Stop to Run            | レオ・キッティコーン                         |
| トルコ                   | Ice Cream, I Scream           | Yüksel Aksu                                  |
| ウクライナ               | Aurora                        | Oxana Bayrak                                 |
| ベネズエラ               | Maroa                         | Solveig Hoogesteijn                          |
| ベトナム                 | モン族の少女 パオの物語       | ゴー・クエン・ハイ                           |

内、フィンランド代表だった「街のあかり」は監督のアキ・カウリスマキによる申し出で辞退となった。

## 長編アニメ映画賞の候補資格がある作品
全15作品 参照
- アントブリー
- バーンヤード/モーモー牧場は大騒ぎ!?
- カーズ
- おさるのジョージ
- Everyone's Hero
- マウス・タウン ロディとリタの大冒険
- ハッピー フィート
- アイス・エイジ2
- モンスター・ハウス
- オープン・シーズン
- 森のリトル・ギャング
- パプリカ
- ルネッサンス
- スキャナー・ダークリー
- ライアンを探せ!

## 長編ドキュメンタリー映画賞の候補資格がある作品
全15作品 参照
- ブラインドサイト～小さな登山者たち～
- Can Mr. Smith Get to Washington Anymore?
- Deliver Us from Evil
- The Ground Truth
- 不都合な真実
- Iraq in Fragments
- Jesus Camp
- Jonestown: The Life and Death of People's Temple
- My Country, My Country
- ディクシー・チックス/シャラップ・アンド・シング!
- Sisters in Law
- Storm of Emotions
- The Trials of Darryl Hunt
- An Unreasonable Man
- The War Tapes

## 短編ドキュメンタリー映画賞の候補資格がある作品
全8作品 参照
- 中国 エイズ孤児の村
- Dear Talula
- The Diary of Immaculée
- Phoenix Dance
- Recycled Life
- Rehearsing a Dream
- A Revolving Door
- Two Hands